# هنريك فيرغيلاند
هنريك آرنولد تولو فيرغيلاند (17 يونيو، 1808- 12 يوليو، 1845) هو كاتب نرويجي مشهور بشعره، لكنه أيضًا كاتب مسرحي كثير الإنتاج، ومجادل، ومؤرخ وعالم لغويات. غالبًا ما يوصف بأنه قائد رائد في تطوير تراث أدبي نرويجي مميز وتطوير الثقافة النرويجية الحديثة.
رغم أن فيرغيلاند عاش فقط حتى سن السابعة والثلاثين، فإن نطاق توجهاته شمل الأدب واللاهوت والتاريخ والسياسة المعاصرة والقضايا الاجتماعية والعلوم. كانت وجهات نظره مثيرة للجدل في عصره، وأسلوبه الأدبي كانت مستنكرًا لاعتباره تخريبيًا.

## بداية حياته
كان الابن الأكبر لنيكولاي فيرغيلاند (1780-1848)، الذي كان عضوًا في الجمعية التأسيسية في إيدسفول عام 1814. كان الأب نفسه قسًا لإيدسفول ونشأ الشاعر بالتالي في بيئة تقدس الوطنية النرويجية. أخت فيرغيلاند الصغرى هي كاميليا كوليت وأخوه الأصغر هو اللواء جوزيف فرانتز أوسكار فيرغيلاند.
دخل هنريك فيرغيلاند جامعة فريدريك الملكية في عام 1825 للدراسة لصالح الكنيسة وتخرج في عام 1829. أصبح في ذلك العام رمزًا للنضال من أجل الاحتفال بالدستور في 17 مايو، الذي أصبح لاحقًا اليوم الوطني للنرويج. أصبح بطلًا عامًا بعد «معركة المربع» الشائنة في كريستيانيا، التي حدثت لأن أي احتفال باليوم الوطني كان ممنوعًا بمرسوم ملكي. كان فيرغيلاند حاضرًا بالطبع واشتهر بوقفته ضد الحكام المحليين. أصبح لاحقًا أول من يلقي خطابًا عامًا بمناسبة ذلك اليوم وبالتالي نسب إليه الفضل كونه أول من «بدأ الاحتفال باليوم». يزين الأطفال وطلاب المدارس قبره وتماثيله في كل عام. وتجدر الإشارة إلى أن مجتمع أوسلو اليهودي يقدم احترامه له عند قبره بتاريخ 17 مايو، تقديرًا لجهوده الناجحة في السماح لليهود بدخول النرويج.

## نضاله على الصعيد الشخصي والسياسي
ادعى النقاد، وخاصة جوان سيباستيان فيلهافين، أن محاولاته الأدبية الأولى كانت جافةً وبدون شكل. كان زاخرًا بالتخيلات، لكن بدون أي نكهة أو معرفة. نتيجةً لذلك، تعرض فيرغيلاند إلى هجوم شديد منذ عام 1830 حتى عام 1835 من قبل فيلهافن وآخرين. لم يستطع فيلهافن باعتباره كلاسيكيًا، التسامح مع طريقة فيرغيلاند الانفعالية في الكتابة، ونشر مقالة حول أسلوب فيرغيلاند. نشر فيرغيلاند، ردًا على هذه الهجومات، عدة مسرحيات هزلية شعرية تحت الاسم المستعار «سيفول سيفادا». لم يفهم فيلهافن أسلوب فيرغيلاند الشعري، أو حتى شخصيته. كان الخلاف شخصيًا من ناحيةٍ، ومن ناحية أخرى ثقافيًا وسياسيًا. وما بدأ كمشاجرة وهمية في مجتمع الطلاب النرويجي سرعان ما انفجر وأصبح نزاعًا صحفيًا طويل الأمد على مدى عامين تقريبًا. سبب انتقاد فيلهافن، وتشويه أصدقاءه لسمعة فيرغيلاند خلق تحاملًا دائمًا ضده وضد أعماله الأولى.
تم في الآونة الأخيرة إعادة تقييم أعماله الأولى والاعتراف بها بشكل أفضل. يمكن في الحقيقة اعتبار شعر فيرغيلاند حداثيًا بشكل غريب. كتب منذ بداياته قصائد بأسلوب حر، بدون قوافي أو وزن. استخدامه للاستعارات قوي ومعقد، وتعد العديد من قصائده طويلة جدًا. يتحدى القارئ كي يفكر بقصائده مرارًا وتكرارًا، لكن معاصريه مثل بايرون وشيلي وحتى شكسبير كانوا أيضًا كذلك. استاء فيلهافن من الشكل الحر والتفسيرات المتعددة بشكل خاص، وكان لديه وجهة نظر جمالية للشعر بأنه يجب أن يركز بشكل مناسب على موضوع واحد.
أيد فيرغيلاند الذي كانت كتاباته حتى تلك المرحلة باللغة الدنماركية فقط، فكرة وجود لغة مستقلة ومنفصلة للنرويج. سبق بذلك آيفار آسين بخمسة عشر عامًا. قال المؤرخ النرويجي هالفدان كوت لاحقًا، إنه «لا يوجد قضية سياسية واحدة في النرويج لم يرها ويتوقعها هنريك فيرغيلاند».

## شخصيته
كان فيرغيلاند حد الطباع وناضل تلقائيًا لتحقيق العدالة الاجتماعية. كان الفقر في ذلك الوقت أمرًا طبيعيًا في المناطق الريفية، وكانت العبودية شائعةً. كان يشعر عمومًا بالارتياب من المحامين بسبب تصرفاتهم مع المزارعين، خاصةً الفقراء منهم، وغالبًا ما حارب المحامين الجشعين في المحاكم، الذي كانوا يستطيعون قانونيًا الاستيلاء على المنازل الصغيرة. حصد فيرغيلاند نتيجة ذلك العديد من الأعداء، وفي إحدى الحالات استمرت المشكلة القضائية لسنوات وتركته مفلسًا تقريبًا. بدأ الخلاف في غاردرموين، التي كانت في ذلك الوقت حقل تدريب عسكري لقسم من الجيش النرويجي. كان يعتبر خصمه، المدعي العام جينز أوبيل برايم، في مسرحياته هو الشيطان نفسه.
كان فيرغيلاند طويلًا، بحسب متوسط الطول النرويجي في ذلك الوقت. كان رأسه أطول من معظم معاصريه (متر و80 سم تقريبًا). كان تتم رؤيته غالبًا وهو يحدق إلى أعلى خاصةً عندما كان يركب حصانه عابرًا المدينة. كان يُعتقد أن الحصان فيسيلبرينين (تعني بني صغير) هو من سلالة نرويجية صغيرة (لكنه ليس حصانًا صغيرًا). وهكذا عندما كان فيرغيلاند يركب حصانه كان يجر أقدامه وراءه.

## دخوله في منافسة كتاب المسرحيات
شارك فيرغيلاند في خريف عام 1837، في مسابقة للكتاب المسرحيين في المسرح في كريستيانيا. حاز على المرتبة الثانية بعد آندرياش مونش مباشرة. كتب فيرغيلاند مسرحية موسيقية بعنوان كامبيليرن (الكامبيلز). اعتمدت هذه المسرحية على ألحان وأشعار روبرت بيرنز، وانتقدت الحبكة كل من حكم الشركة في الهند والعبودية في اسكتلندا. عبر في الوقت نفسه عن عدة آراء نقدية تجاه الظروف الاجتماعية في النرويج، بما في ذلك الفقر والمحامين الجشعين. جذبت المسرحية الجماهير مباشرة، واعتبرها الكثيرون فيما بعد أعظم نجاح مسرحي له.
بدأت أعمال الشغب في اليوم الثاني من الأداء، في 28 يناير 1838. تجمع من أجل هذا الأداء 26 شخصية من الرجال البارزين ذوي الرتب العالية من الجامعة والمحكمة والإدارة. اشتروا لأنفسهم تذاكر لأفضل المقاعد بين الجمهور، وجهزوا أنفسهم بألعاب صغيرة على شكل أبواق وأنابيب وبدأوا بمقاطعة الأداء منذ البداية. اشتدت الاضطرابات ولم يستطع رئيس شرطة كريستيانيا فعل شيء أكثر من الصراخ من أجل النظام وهو يقفز في مقعده. قيل لاحقًا إن الرجال ذوي الرتب العالية تصرفوا مثل تلاميذ المدارس، حتى أن أحدهم، وهو محامي في المحكمة العليا، اقتحم ردهة جلوس نيكولاي فيرغيلاند وبدأ يخور مباشرة في أذنه. اندهش والد الشاعر من هذا التصرف. ويقال إن المهاجم كان فريدريك ستانغ، رئيس الوزراء النرويجي لاحقًا. قام أحد الممثلين أخيرًا بتهدئة الجمهور، وبدأت المسرحية. لاحقًا بعد المسرحية، تصرفت السيدات الجالسات في الصف الأول والثاني بالنيابة عن فيرغيلاند وقمن برمي الطماطم على المعتدين، ومن ثم اندلعت الشجارات داخل وخارج بناء المسرح وفي الشوارع المجاورة. يُزعم أن بعضهم حاول الهرب وتمت إعادتهم ليتلقوا جولة أخرى من الضرب. شعر المعتدون بالخزي لمدة أسابيع، ولم يجرؤوا على إظهار أنفسهم لفترة من الوقت. شاهد قصة هذه المعركة «معركة الكامبيلز»، وسجلها أحد أعضاء مجلس البرلمان النرويجي.
قد يستنتج المرء أن أتباع فيرغيلاند فازوا في ذلك اليوم، ولكن ربما انتقم الرجال ذوو المناصب إلى حد ما بتشويه سمعته بعد وفاته.
في فبراير، تم تقديم أداء تعود «عائداته لصالح السيد فيرغيلاند» مما منحه المال الكافي لشراء مسكن صغير خارج المدينة في غرونيلا تحت تلة إيكيبيرغ.